# Гейкинг
фон Гейкинг (нем. Heyking) — баронский род.

## Происхождение и история рода
Происходят от Генриха Гейкинга, переселившегося в 1490 году из Юлиха в Курляндию. Род фон Гейкинг внесён в матрикул Курляндского дворянства 17 октября 1620 года. Члены этого рода в Высочайших указах, приказах, грамотах на ордена и других официальных документах, начиная с 1787 года, именованы баронами. Определением Прав. Сената, от 10 июня 1853 и 28 февраля 1862 годов, за курляндской дворянской фамилией фон Гейкинг признан баронский титул. Определениями Прав. Сената, от 20 июня и 24 октября 1855, 15 июля и 13 ноября 1863, 7 января 1870 и 24 февраля 1875 годов, утверждены в баронском достоинстве, со внесением в V часть Родословной Книги, бароны фон-Гейкинг:
1. барон Гейкинг, Александр-Карл-Эдуард Александрович фон (1855—1930) — генерал-майор РИА[1].
2. Гейкинг Андрей Карлович бар. фон (1909) в 1909 подполковник в 1909 Отдельного корпуса Погр. Стражи
3. Гейкинг Аполлоний Карлович бар. фон (?—1894,†Вышний Волочок, Казанский жен. м-рь, на кл-ще) действительный статский советник
4. Гейкинг Виктор Евгеньевич фон (1904) в 1904 мещан.?-г. Калуга уч. Реальн.уч-ща,1-класс(1904)
5. Гейкинг Владимир Альфредович фон (1907) в 1907 мещан.?-г. Калуга(1907)
6. Гейкинг Георгий Александрович фон (1909) в 1909 поручик артилл. бригады
7. Гейкинг Георгий Александрович фон (1918,1920) бар. Подполковник, воспитатель Киевского кадетского корпуса. В Добровольческой армии и ВСЮР на той же должности, с декабря 1919 заведующий довольствием того же корпуса. Полковник. В эмиграции в Югославии, с марта 1920-го по 1922.09.16 воспитатель Первого Русского кадетского корпуса.
8. Гейкинг Георгий Георгиевич бар. (1918—1929) Учащийся Александровского лицея (5-й класс). Вольноопределяющийся лейб-гв. Конного полка. В эмиграции в Шанхае. Ум. после 1929. [Волков С. В. Офицеры Росс.гв. М.,2002]
9. Гейкинг Густав Эдуардович (1835—29 мая 1878) — штабс-ротмистр Отдельного корпуса жандармов, адъютант Киевского губернского жандармского управления. 24 мая 1878 г. тяжело ранен в Киеве народником-террористом. Умер в больнице.
10. Гейкинг Дмитрий Александрович бар. фон (1909) в 1909 корнет кавалерии
11. Гейкинг Николай Аполлонович, барон (1896) в 1896 титулярный советник, горный инженер, смотритель Серебрянского завода (он же инженер для разведок), Гороблагодатского горного округа, в 1896.05.14 награждён Орденом Св. Станислава 3-й степени
12. Гейкинг Петр Александрович бар. фон (1911— 31.01.1960) Одесский кадетский корпус 1911, Елисаветградское кавалерийское училище 1913. Офицер 7-го уланского, 8-го драгунского полков. Штабс-ротмистр 8-го гусарского полка. В Добровольческой армии и ВСЮР. В эмиграции в США. Умер 31.01.1960 в Нью-Йорке
13. Гейкинг Рольф Анатольевич бар. фон (19.03.1889 —18.04.1968, Сан-Франциско) Морской корпус 1910. Лейтенант 1-го Балтийского флотского экипажа. 1919 в кавалерийских частях Балтийского ландесвера. Старший лейтенант. С 1921 в эмиграции в США, жил в Сан-Франциско, член местной кают-компании. Ум. 1968.04.18 в Сан-Франциско
14. Гейкинг Фридрих Карлович (Heyking) (1815 — 17.03.1879, Воронеж, Немецкое/Чугуевск.кл-ще) Старший ординатор губернской земской больницы, коллежский советник (еванг.-лютер. вероисп.)
15. Гейкинг, Карл Александрович (22.6.1752 — 18.10.1809) — сенатор, президент Юстиц-коллегии лифляндских, эстляндских и финляндских дел, действительный тайный советник
16. Гейкинг, Альфонс Альфонсович (16. 09.1860 — 19.04.1930), родился в г. Елгава, умер в г. Дрезден. Российский дипломат. С 1908 по 1919 год — генеральный консул в Лондоне.

## Описание герба
В лазуревом щите, имеющем пилообразное (3 зубца) серебряное окончание, золотой леопард. Щит увенчан дворянским шлемом и золотою дворянскою короною. Нашлемник: золотой лев между двух орлиных крыльев, пересечённых: правое — лазуревым и червлёным, левое — червлёным и лазуревым цветами. Намёт: лазуревый, подложенный золотом (сверху) и серебром (внизу).
Герб дворян и баронов фон Гейкинг был опубликован в «Балтийском гербовнике» и в «Гербовнике Зибмахера» (Остзейская провинция, Пруссия).